# کوانتیکوو (مریلند)
کوانتیکوو (به انگلیسی: Quantico) شهری در ایالت مریلند کشور ایالات متحده آمریکا است که جمعیت آن در سرشماری سال ۲۰۱۰ میلادی، ۱۳۳ نفر بوده‌است.